# Monticellina dorsobranchialis
Monticellina dorsobranchialis är en ringmaskart som först beskrevs av Kirkegaard 1959.  Monticellina dorsobranchialis ingår i släktet Monticellina och familjen Cirratulidae. Arten har ej påträffats i Sverige. Inga underarter finns listade i Catalogue of Life.